# Coordinadora Feminista 8M
Coordinadora Feminista 8M o coordinadora 8M (CF8M, 2018) es una agrupación chilena de mujeres que lideran y organizan la articulación de distintas organizaciones sociales ligadas a los derechos de la mujer, a la lucha de género y denunciar la violencia machista en la sociedad chilena.

## Historia
Desde el 2018 en Chile, la Coordinadora Feminista 8M es responsable de convocar distintas instancias colectivas en la ciudad de Santiago y en regiones del país como conmemoraciones por el Día Internacional de la Mujer, la Huelga Feminista, el Día internacional de la eliminación de la violencia contra la mujer, entre otros. 
Su misión es "Hacer del feminismo una perspectiva y acción política transversal de los movimientos sociales, promover el encuentro, diálogo y acción colectiva entre distintas organizaciones e impulsar una agenda común de movilizaciones desde un feminismo de mayorías contra la precarización de la vida".
Además de las labores de convocatoria y vocería para marchas y actividades frente a temáticas de género, se encargan de crear y levantar consignas, cánticos, afiches, campañas comunicacionales y políticas, fomentar asambleas, comités territoriales, etc, para visibilizar las demandas de las mujeres y disidencias, incorporando mirandas interseccionales y la urgencia de cada demanda feminista. En ocasiones publica La Primera Feminista, medio de comunicación que es repartido de manera gratuita en las calles de Santiago. 

Han sido voceras de la Coordinadora 8M Alondra Castillo, Cristina Varela, Javiera Mena, Vesna Madariaga, Karina Nohales, Elisa Franco, Carolina Rubilar, Rosario Olivares, Moreen Ramos, Claudia Jordan, Francisca Pemjean y Gabriela Jadue.

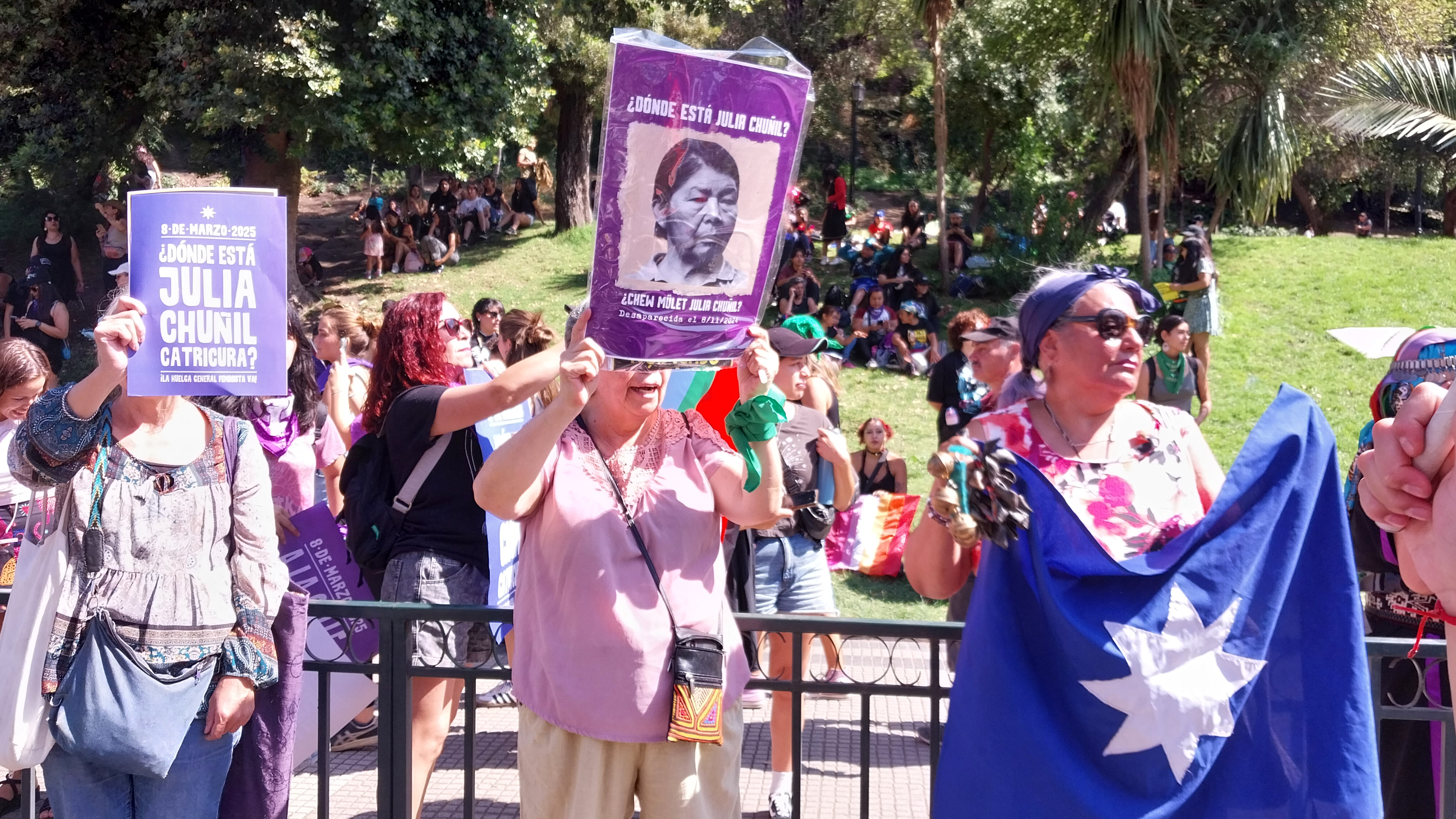
Mujeres en la marcha 8M de 2025